# ГЕС Zhígǎnglākǎ
ГЕС Zhígǎnglākǎ (直岗拉卡水电站) — гідроелектростанція на півночі Китаю у провінції Цінхай. Знаходячись між ГЕС Ліцзяся (вище по течії) та ГЕС Kāngyáng, входить до складу каскаду на одній з найбільших річок світу Хуанхе.
У межах проєкту річку перекрили комбінованою греблею висотою 38 метрів та довжиною 465 метрів, яка складається з інтегрованої з машинним залом бетонної частини та прилягаючої до неї ліворуч насипної секції. Вона утримує водосховище з об'ємом 15,4 млн м3 та нормальним рівнем поверхні на позначці 2050 метрів НРМ.
Основне обладнання станції повинні становити  п'ять бульбових турбін потужністю по 38 МВт, розрахованих на використання напору 12,5 метра. У 2005—2006 роках стали до ладу 4 турбіни першої черги. Комплекс має проєктний річний виробіток 762 млн кВт·год електроенергії.